# カラフル〜笑いの力で77億再生〜
『カラフル〜笑いの力で77億再生〜』（からふる〜わらいのちからでななじゅうななおくさいせい〜）は、Amazonプライム・ビデオにて2020年9月11日から配信されている、トークショー・バラエティ。

## 概要
連日、暗いニュースばかりで溢れかえる地球を、笑いの力で明るい世界に変えることを番組コンセプトに、笑いの精鋭9組として選ばれたお笑い芸人が、「地球をカラフルにしてください」と出題される様々なお題に答え、地球を見守る女神・のん、その女神様をサポートするJO1メンバーに向けて笑い（ラフ）のエネルギーを届けていく。
最も笑いのエネルギーを生み出したコンビは第10話で特別番組に出演する権利を得られる。
各話の最後は9組が漫才・コントを披露している。
女神役を務めるのん、同じく進行を務めるJO1の白岩、河野はお笑い芸人を目指していたという過去があり、笑いに理解があることであって抜擢された。
精鋭メンバーは劇中説明によると、ベテランは面白くて当たり前、第7世代は忙しいとして、“関西出身のお笑い第6世代”を中心に集められている。

## 出演者

### 笑いの精鋭
地球を救うチームをイメージし、オレンジ×黒色のつなぎをユニフォームとする
- アインシュタイン（稲田直樹、河井ゆずる）
- かまいたち（山内健司、濱家隆一）
- ジャルジャル（福徳秀介、後藤淳平）
- 天竺鼠（川原克己、瀬下豊）
- 藤崎マーケット（田崎佑一、トキ）
- プラス・マイナス（岩橋良昌、兼光タカシ）
- 見取り図（盛山晋太郎、リリー）
- ミルクボーイ（駒場孝、内海崇）
- 和牛（水田信二、川西賢志郎）

### MC
- 女神：のん[4]
- JO1（白岩瑠姫・河野純喜）

## 配信日程

### シーズン１
| 配信回       | 配信日     | 配信時間  | メイン出演者                                   | ネタ披露         |
| ------------ | ---------- | --------- | ---------------------------------------------- | ---------------- |
| エピソード１ | 2020/09/11 | 44分      | 全員                                           | アインシュタイン |
| エピソード２ | 2020/09/11 | 41分      | かまいたち、天竺鼠、藤崎マーケット             | かまいたち       |
| エピソード３ | 2020/09/11 | 37分      | 和牛、アインシュタイン、見取り図               | 和牛             |
| エピソード４ | 2020/09/11 | 40分      | ジャルジャル、プラス・マイナス、ミルクボーイ   | ジャルジャル     |
| エピソード５ | 2020/09/11 | 37分      |                                                | 藤崎マーケット   |
| エピソード６ | 2020/09/11 | 42分      | プラス・マイナス、かまいたち、アインシュタイン | プラス・マイナス |
| エピソード７ | 2020/09/11 | 38分      | ジャルジャル、天竺鼠、見取り図                 | 見取り図         |
| エピソード８ | 2020/09/11 | 42分      | 和牛、藤崎マーケット、ミルクボーイ             | ミルクボーイ     |
| エピソード９ | 2020/09/11 | 43分      | 全員                                           | 天竺鼠           |
| エピソード10 | 2020/09/18 | 1時間13分 | ミルクボーイへのご褒美ミッション               |                  |

## テーマ曲
オープニング：『無限大』
作詞:KZ・B.O・B.EYES　作曲:KZ・Nthonius・B.O・Kim Seung Soo　歌:JO1
エンディング：『OH-EH-OH』
作詞：Ellie Love, Hui　作曲：Minit, Hui, AIRAIR　歌:JO1

## スタッフ
- 構成 - 藤井直樹、平田喜之、大木秀人、関野樹、比嘉桃子、橋本圭太朗
- TD - 李スンジェ
- TP - 志水敏明
- SW - 阿部大起
- CAM - 河部謙一
- CA - 市村光沙都
- VE - 河野良博
- AUD - 服部仁史
- LD - 白石弘志
- 技術協力 - turn up、プログレッソ、麻布リース
- 音響効果 - 高津浩史
- CG - 西夏央（オムニバスジャパン）
- ポスプロ - キューカンバー
- オフライン - 坂口雄祐、伊東英剛
- 編集 - 入江昌志、大江喜拓也
- MA - 山本宗大
- 美術プロデューサー - 小林大輔
- デザイン - 岡美里
- 美術進行 - 加藤瑶子、中村秀美
- 大道具制作 - 裏隠居徹
- 大道具操作 - 村上公志、鎌田大祐
- 装飾 - 牛沢直樹
- 持道具 - 土屋洋子
- 衣装 - 林春来（カラフルメンバー）、町野泉美（のん）、瀬子麻倫（JO1）
- メイク - 枝廣優綺（カラフルメンバー）、菅野史絵（のん）、亀田達也(JO1)
- アクリル装飾 - 國母淳一
- 建具 - 岸久雄
- 電飾 - 後藤佑介
- 特殊効果 - 浅田雅美
- 美術協力 - フジアール
- キービジュアル – れもんらいふ、Keiichi Nitta（ota office）、小暮エミ
- ティザー映像 – 石田悠介
- 宣伝 - 大島谷健、平岡伴基
- AD - 田中玲那、小牧みのり
- 制作進行 - 新井澄代
- ディレクター - 一場孝夫、井上融、益田洋平、大熊一成
- AP - 寺西泰寿、角田英次郎
- プロデューサー - 増田潤則、坪井理紗、開発勇輔
- 企画プロデューサー - 北橋悠佑
- チーフプロデューサー - 神夏磯秀
- 演出 – 東隆志
- 総合演出 - 渡辺剛
- 制作協力 – EpocL
- 制作 - YOSHIMOTO KOGYO CO.,LTD.
- 制作著作 - YD Creation